# Torenia thouarsii
Torenia thouarsii är en tvåhjärtbladig växtart som först beskrevs av Adelbert von Chamisso och Schltdl., och fick sitt nu gällande namn av Carl Ernst Otto Kuntze. Torenia thouarsii ingår i släktet Torenia och familjen Linderniaceae. Inga underarter finns listade i Catalogue of Life.